# Jonas Hollsten
Jonas Hollsten, född 4 april 1717 i Revsunds församling, död 19 juni 1789 i Luleå församling, var en svensk präst.
Hollsten, som var bondson, blev först elev vid Frösö skola och sedan vid Härnösands gymnasium samt inskrevs 1742 som student vid Uppsala universitet. Emellertid måste han avbryta studierna av familjeskäl men fick 1745 plats som informator i Uppsala och kunde under tiden även bedriva studier. Han blev nu en trogen lärjunge till Carl von Linné. Han erhöll ett stipendium för att lära sig samiska och vistades ett och ett halvt år i Sorsele socken i södra Lappland innan han återvände till Uppsala. Med rekommendationer av Linné blev han sedan skolmästare i Jokkmokk 1749 och prästvigdes 1750. Efter att församlingens kyrkoherde avlidit 1754 förestod Hollsten kyrkoherdetjänsten men blev först 1757 utnämnd till kyrkoherde där. Sommartid vistades han i Kvikkjokk och vintertid i Jokkmokk. I lappmarken gjorde Hollsten många iakttagelser och kommunicerade dem till Linné, Pehr Wargentin och andra vetenskapsmän. År 1773 invalde Vetenskapsakademien honom som ledamot. Flera av Hollstens rön utgavs i Vetenskapsakademiens handlingar.
År 1773 sökte Hollsten pastoratet i Luleå och tillträdde 1775 samt blev kontraktsprost 1777 i Västerbottens tredje kontrakt.
Hollsten var gift första gången med Catharina Zellinger och andra gången med Anna Christina Rhen, vilka var prästdöttrar från Ramsele respektive Piteå; den sistnämnda var dotter till Erik Rhen. 